# William Hayward Wakefield

William Hayward Wakefield

William Hayward Wakefield (* 8. August 1801 in Burnham Wick, Essex, England; † 19. September 1848 in Wellington, Neuseeland) stammte aus der Familie Wakefield und war Oberstleutnant sowie später führender Vertreter der New Zealand Company, Leiter der ersten erfolgreichen Expedition nach Neuseeland und Gründer von Wellington.

## Leben und Wirken
Seine bekanntesten Brüder waren Edward Gibbon Wakefield (1796–1862), Daniel Bell Wakefield (1798–1858) und Arthur Wakefield (1799–1843). Sein Vater Edward Wakefield (1774–1854) war Landvermesser und Grundstücksmakler. Nachdem seine Mutter, Susanna (geb. Crash) 1817 starb, wuchs er hauptsächlich bei seiner Großmutter Priscilla in Tottenham, London auf. Nach seiner Schulausbildung an der Tottenham Grammar School ging er nach Turin und arbeitete dort an der britischen Botschaft, wo sein älterer Bruder Edward beschäftigt war.
1826 musste er wegen Mittäterschaft an der Zwangsheirat der reichen Erbin Ellen Turner durch seinen Bruder Edward für drei Jahre ins Gefängnis von Lancaster Castle.
Nach seiner Freilassung bereiste er ausgiebig Österreich, Lappland und Russland. 1832 wurde er Söldner im Dienste von Dom Pedro und kämpfte im portugiesischen Miguelistenkrieg (1832–1834). Als Hauptmann trat er 1835 als britischer Söldner in die britische Fremdenlegion ein, um dann im ersten spanischen Carlistenkrieg für Königin Isabella II. zu kämpfen. Zum Oberstleutnant befördert, kommandierte er 1837 die dritte spanische Legion und wurde für seine militärischen Verdienste schließlich von der Königin Isabella II. zum Ritter geschlagen.
Nach dem Ende des Carlistenkriegs interessierte sich Wakefield für die Aktivitäten der New Zealand Company, in der sein Bruder Edward tätig war. Als sein Bruder Arthur Wakefield als Hauptvertreter der New Zealand Company in Neuseeland zu arbeiten ablehnte, übernahm er diese Aufgabe. Am 12. Mai 1839 segelte er mit der Tory von London aus in Richtung Neuseeland, um die erste Ansiedlung der New Zealand Company in Port Nicholson, das spätere Wellington, zu gründen. Er kaufte reichlich Land beidseitig der Cookstraße und machte im November 1839 den Besitz des Landes um den Hokianga Harbour geltend, das die 1. New Zealand Company im Jahre 1825 gekauft hatte.
Wakefield hatte zwei schwierige Aufgaben in der neuen Niederlassung zu lösen. Als verantwortlicher Agent der New Zealand Company hatte er die in London getroffenen Entscheidungen zu tragen und umzusetzen. Zum einen war er verantwortlich für den Ankauf von Land, die Zuweisung des Landes an die Siedler, die Unterstützung von Neuankömmlingen bei der Ansiedlung und das richtige Personalmanagement seiner Company vor Ort. Zum anderen, da die Zielrichtung der britischen Regierung in Bezug auf Neuseeland nicht klar war, war er gezwungen, mit all den Unsicherheiten eine Übergangsverwaltung im neu gegründeten Wellington aufzubauen. Er wurde damit inoffiziell der politische Führer des Verwaltungskomitees von Wellington.
Durch die britische Annexion Neuseelands und den am 6. Februar 1840 geschlossenen Vertrags von Waitangi wurde das Verwaltungskomitee aufgelöst und das Recht durch den von der britischen Regierung eingesetzten Gouverneur William Hobson vertreten. Von da an stand Wakefield zwischen den Interessen der Siedler und denen der britischen Regierung. Die zweifelhaften Landkäufe der New Zealand Company in der Vergangenheit und die Untersuchung der Besitzansprüche durch den Gouverneur wurden zum Problem von Wakefield und der von ihm vertretenen New Zealand Company.
Unter Wakefields Leitung gründete die New Zealand Company weitere Ansiedlungen wie Kapiti Coast (1839), Wanganui (1840), New Plymouth (1841), Nelson (1842) und Dunedin (1848). Wakefield war neben den zweifelhaften Praktiken der New Zealand Company auch für deren Missmanagement verantwortlich, welches schließlich 1845 zum Beinahe-Bankrott der Company und zur finanziellen Intervention durch die britische Regierung führte. Das endgültige Aus der Company 1858 sollte Wakefield nicht mehr erleben. Er starb am 19. September 1848 in Wellington an einem Schlaganfall.